# David Gosselin
David Gosselin (* 22. Juni 1977 in Lévis, Québec) ist ein ehemaliger kanadischer Eishockeyspieler.

## Karriere
Von 1994 bis 1998 spielte Gosselin in der QMJHL (Jugendliga) für die Sherbrooke Faucons und die Chicoutimi Sagueneens. Dort erzielte er in 246 Spielen 107 Tore und gab 150 Vorlagen. In dieser Zeit wurde er auch von den New Jersey Devils beim NHL Entry Draft 1995 in der dritten Runde als 78. ausgewählt. Danach spielte er in der IHL und der AHL für die Milwaukee Admirals und die Utah Grizzlies. Die Devils gaben die Rechte an ihm an die Nashville Predators ab. Dort bestritt Gosselin 13 NHL-Spiele.
2003 wechselte Gosselin von den Utah Grizzlies aus der AHL an den Main zu den Frankfurt Lions. David Gosselin war 2004 mit 8 Toren und 7 Vorlagen in der Play-off Finalserie gegen die Eisbären Berlin maßgeblich an dem Gewinn der Meisterschaft beteiligt. Nach dem Gewinn der Meisterschaft entschloss sich Gosselin zu den Kassel Huskies zu wechseln. Nach einem enttäuschenden Jahr bei den Nordhessen kehrte er 2005 an den Main zurück. In seiner zweiten Saison in Frankfurt erzielte er in 50 Spielen 12 Tore und gab 8 Vorlagen. Nach dem Verpassen der Play-offs 2006 musste David Gosselin gegen seinen Willen die Frankfurt Lions verlassen. Bei den Steelers aus Bietigheim-Bissingen unterschrieb er einen Vertrag bis 2007.

## Erfolge und Auszeichnungen
- 2004 Deutscher Meister mit den Frankfurt Lions
- 2008 Ungarischer Meister mit Alba Volán Székesfehérvár